# 上東輝夫
上東 輝夫（かみひがし てるお、1934年 - ）は、日本の元外交官、名古屋商科大学名誉教授。政治学博士（Ph.D.）。

## 学歴
- 大阪外国語大学タイ語学科卒（現大阪大学外国語学部）
- カナダ・ノヴァ国際大学政治学博士号（Ph.D.）

## 職歴
- 昭和33年（1958年）外務省入省
- ラオス公使、コタキナバル総領事等を歴任
- 平成10年（1998年）3月 外務省退官
- 平成10年（1998年）4月 名古屋商科大学教授就任
- 平成19年（2007年）3月 名古屋商科大学辞職

## 肩書
- 名古屋商科大学名誉教授
- 社団法人日本マレーシア協会監事
- サバ州観光振興公社顧問
- NPO法人「緑の地球プロジェクト」副代表

## 没
- 令和3年8月

## 著書
- タイ王国－民族の伝統と外交の歴史　原書房　1981年
- タイ社会を見る目－伝統と変容　原書房　1982年
- 北タイの山岳民族　盤谷日本人商工会議所　1987年
- ラオスの歴史　同文館出版　1990年
- 現代ラオス概説　同文館出版　1991年
- 東マレイシア概説　同文館出版　1998年
- 東マレーシアの歴史に映る日本人の光と影　新風舎　2004年
- （小説）果てしなき夢を追い続けて　宮崎出身外交官の回想　宮日文化情報センター　2007年
- （小説）時空の墓碑銘　宮日文化情報センター　2008年
- （小説）ツルという女　ヤシの実ブックス　2009年
- サラワクと日本人－マレーシア・サラワク州と日本人の交流史　日本サラワク協会編　編集企画　同氏

## 叙勲
- 位階：従四位
- 瑞宝小綬章（2008年春の叙勲）
- マレーシア勲三等
- オランダ勲三等
- タイ勲三等